# Murais da Quinta do Mocho
Os murais da Quinta do Mocho são um projeto de arte pública num conjunto habitacional em Sacavém, nordeste de Lisboa. O projeto foi iniciado em 2014 e a partir de 2018 consistiu em 94 murais de grande escala em edifícios. O projeto foi proposto por Leandro Tavares (Leo2745), com o propósito de elas morrerem de Manuxo e Otan Martins.

## Conjunto habitacional
O projeto de habitação social Quinta do Mocho, constituído por edifícios de quatro pisos, foi construído na década de 1990 para acolher 3 000 pessoas, a maioria das antigas colónias portuguesas em África - Cabo Verde, Guiné e Angola. A exclusão social, o alto desemprego e os padrões de habitação precários contribuíram para que a área apresentasse altas taxas de criminalidade e vários problemas sociais.

## Mudança de imagem
Para melhorar a imagem do distrito, em 2014 os responsáveis locais convidaram artistas portugueses e estrangeiros para pintar murais nos seus edifícios. Desde então, o município deixou de organizar o projeto, mas os moradores agora o mantêm e oferecem visitas guiadas aos visitantes. De acordo com autoridades locais, desde que os murais foram pintados, uma linha de ônibus passou a servir a área, os eventos culturais se multiplicaram e a taxa de criminalidade caiu.

## Galeria
- Quinta do Mocho - 181, Máscara de arte por Nomen[8]
- Quinta do Mocho - 49
- Quinta do Mocho - 106
- Quinta do Mocho - 203
- Quinta do Mocho - 109
- Quinta do Mocho - 111